# Lars Hofvenstedt
Lars Hofvenstedt, död 1773 i Jönköping var en svensk målare, porträttmålare samt tapettryckare.

## Biografi
Mycket lite är känt om Lars Hofvenstedt men han erhöll 1769 burskap i Jönköpings stad inom området portrait och perspective måleriet samt annat målarearbete. Utöver måleriet var han även tapettryckare och efter hans död fortsatte änkan hans verksamhet.

## Verk i urval

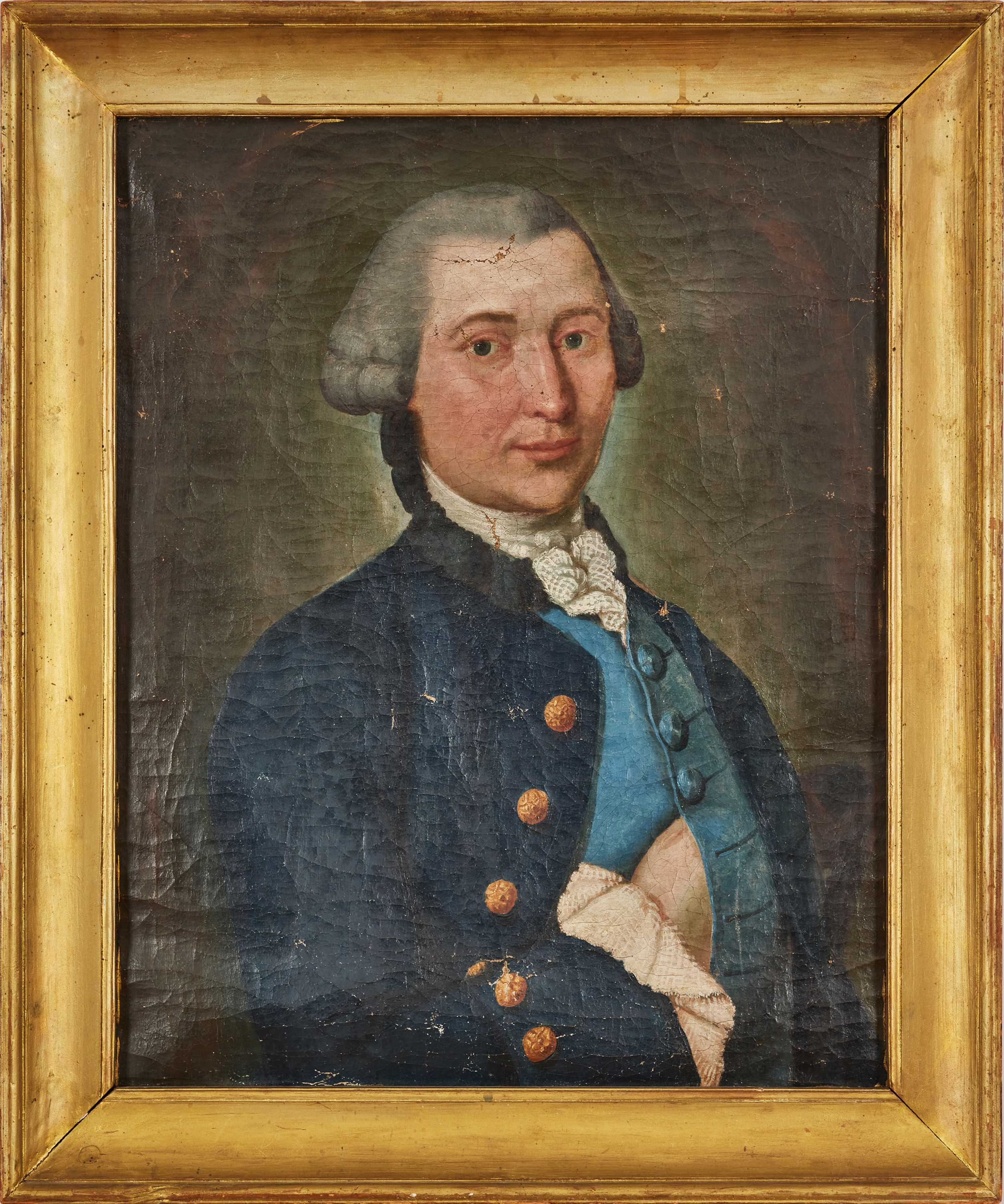
Frälseinspectoren Nils Ekström avporträtterad 1768.